# Назаров, Далер Мехрубонович
Далер Мехрубонович Назаров (8 сентября 1959, Душанбе, ТССР) — таджикский певец и композитор. Творчество Далера включает в себя, как народные, так и современные мотивы, оно оказало и продолжает оказывать большое влияние, как на современную музыку Таджикистана, так и на персидско-таджикскую фолк-музыку в целом.

## Биография
Далер Назаров родился в 1959 году в Сталинабаде (Душанбе), он — второй сын министра культуры Таджикистана Мехрубона Назарова. Родным языком называет «памирский». Два года обучался в музыкальной школе, однако бросил занятия. Высшее образование получил по специальности «русская филология» в Государственном пединституте им. Тараса Шевченко.
В 1979 году основал группу «Далер», впоследствии получившую известность, как в Таджикистане, так и за его границами. В 1980-х Назаров создал множество популярных песен, включая «Турки ширози» на стихи Хафиза, «Эй, пари» и «Чак-чаки борон». Он написал музыку к нескольким фильмам и остаётся одним из самых популярных исполнителей Таджикистана. Далер не приемлет фонограмму и всегда выступает вживую.
В 1992 году бежал в Алма-Ату от гражданской войны, в 1997 году вернулся в Душанбе.
В 2008 году таджикская газета «Авеста» включила Назарова в список ста самых богатых и влиятельных людей страны.
Номинант премии «Ника» за лучшую музыку к фильму (Шик, 2004).

Несмотря на огромную популярность в Таджикистане и за его пределами, Далер Назаров так и не был удостоен высоких наград, например, звания Народного или Заслуженного артиста. Сам артист не раз высказывался по этому поводу:
«Однажды уже где-то обсуждался этот вопрос, и я сказал, что музыка для меня это не работа, а моя жизнь, любовь и мой отдых. Зачем меня награждать за то, что я сам делаю с удовольствием? Это то же самое, что наградить меня за то, что я дышу».
Помимо этого, для получения звания необходимо проходить долгие бюрократические процедуры, которые чужды Далеру Назарову.
Государственная премия имени Рудаки (высшая литературная награда) ему была вручена 5 сентября 2024 года

## Личная жизнь
Далер Назаров — бывший зять первого президента Таджикистана Рахмона Набиева; от этого брака у него родился сын Даврон. Позже Далер Назаров женился повторно, в этом браке у него родилось двое детей, сын и дочь. Мехрубон также ставшим музыкантом, и дочь Нодирамо.
Племянники — популярные таджикские и казахстанские певцы Парвиз и Ситора Назаровы.

## Фильмография
В качестве композитора, по состоянию на 2013 год.
- Юности первое утро (1979)
- Кумир (1988)
- Туннель (1993)
- Лунный папа (1999)
- Англия! (2000)
- Рождественская мистерия (2000)
- Статуя любви (2003)
- Шик (2003)
- Meistersinger: The Sound of Russia (2003)
- Big Bones - Big Business (2004)
- Старухи (фильм, 2004)
- Секс и философия (2005)
- Poet Of The Wastes (2005)
- Танкер «Танго» (2006)
- Потерянный рай (2006)
- Когда над городом шёл дождь (2006)
- Человек, который пришёл со снегом (2006)
- Опиумная война (2008)
- Бобо (2008)
- Истинный полдень (2008)
- The Eye of The Beholder (2011)
- Каусар (2011)
- Зеркало без отражения (2011)

## Дискография
- Джирай (1995)
- Ёд кардам (1997)
- Daler Nazar (1993)
- Лунный папа (2000)
- England! (2001)
- Сон в саду (2007)
- Снова в пути (2008)
- Aerospirantae (2008)